# Basziri (Kokologo)
Pour les articles homonymes, voir Basziri.
Basziri est un village situé dans la commune rurale et le département de Kokologho de la province du Boulkiemdé dans la région Centre-Ouest au Burkina Faso.

## Éducation et santé
Le centre de soins le plus proche de Basziri est le centre de santé et de protection sociale (CSPS) de Kokologo.
Le village possède trois écoles primaires publiques et un centre d'alphabétisation.